# نعيم خضر
نعيم سليم خضر دعيبس (30 ديسمبر 1939 في الزبابدة – 1 يونيو 1981 في بروكسل) سياسي فلسطيني، كان ممثل منظمة التحرير الفلسطينية في بروكسل لدى بلجيكا حيث اغتاله الموساد الإسرائيلي فيها.

## النشأة والتحصيل العلمي
وُلد نعيم خضر في 30 ديسمبر 1939 في بلدة الزبابدة بمحافظة جنين في فلسطين، كان السادس بين عائلته من سبعة أولاد. تُوفي والده وهو في التاسعة من عمره. درس في مدرسة اللاتين في القرية ثم إلتحق بالمعهد الاكليركي في مدينة بيت جالا حيث درس فيها الفرنسية والإيطالية بالإضافة إلى الإنجليزية وتابع دروسه الفلسفية واللاهوتية لمدة خمس سنوات في الفترة (1958–1963).

## الحياة السياسية
أوكلت منظمة التحرير الفلسطينية له المشاركة في العديد من جلسات مجلس الأمن الدولي، وقد حقق نجاحات مهمة للمنظمة كالإعتراف الرسمي بمنظمة التحرير كعضو مستقل ضمن المجموعة الأسيوية وفي مجموعة ال 77 (مجموعة دول عدم الانحياز).
كان نعيم خضر عضواً بارزاً في لجنة الشؤون الخارجية التابعة للمجلس الوطني الفلسطيني الذي كان عضواً فيه، وكان عضواً في اتحاد القانونيين الفلسطينيين وعضواً في اتحاد المحامين الديمقراطيين في بلجيكا وعضواً في اتحاد الكتاب والصحافيين الفلسطينيين.